# Flipper Boats

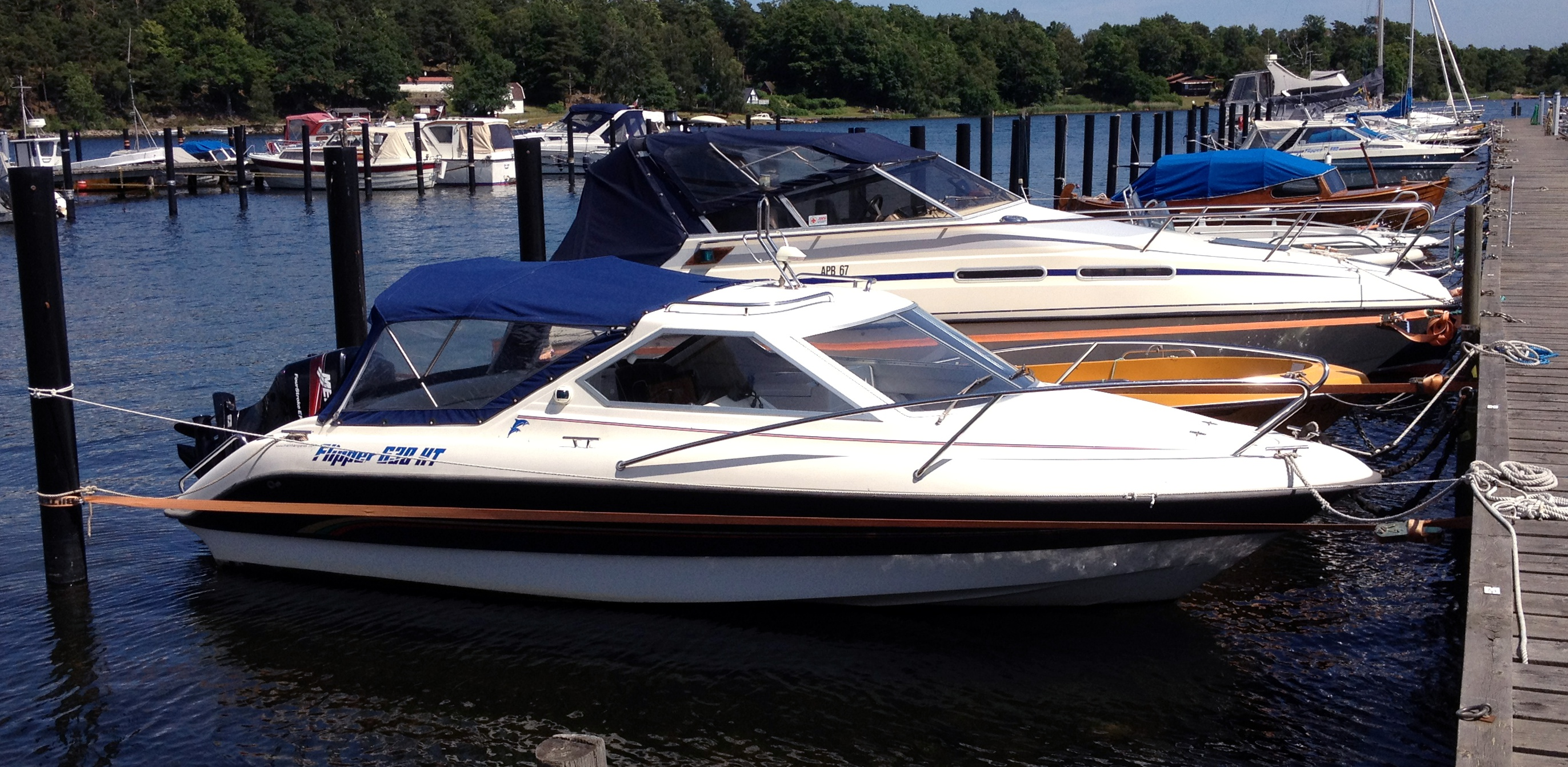
Flipper 630 HT

Flipper Boats är ett varumärke för motorbåtar.
Företaget NaBoats grundades 1966 av Harry Ölander i Nagu i Finland. och inledde ett samarbete med Sigurd Isacson i Sverige, som tillverkade den av Sigurd Isacsons konstruerade segeljollen Örnjollen. NaBoats exporterade under inledningsåren sina båtar framför allt till Sverige. År 1968 tillverkades den första Flippermodellen och utbudet utökades till att omfatta 20 båtmodeller. NaBoats hade under 1970-talet 65 anställda i Nagu och var då den största arbetsgivaren på orten. Efter att det svenska Flipperbolaget hade gått i konkurs 1971, flyttades all tillverkning till Finland. NaguBoats expanderade och hade tillverkning i Pemar, på Kimito och i Puumala. NaBoats blev Nordens största motorbåtstillverkare och blev marknadsledare i både Finland och Sverige. Förutom till Sverige, exporterades båtar till övriga Skandinavien, Storbritannien, USA, Frankrike och Belgien.
År 1984 omvandlades företaget till Oy Flipper Boats Ab. År 1986 införlivades Oy Flipper Karelia Ab i koncernen genom övertagande av en fjärde fabrik. Samma år övertogs aktiemajoriteten till Rapala Group. 
NaguBoats såldes 1992 och ingår numera i Bella Veneet-gruppem. Ingår i Nimbus Group sedan 2018. Nimbus Boats Group meddelar januari år 2025 att dem tar och säljer små båtarna märkena Bella Boats och även Flipper Boats. Men behåller modellerna Flipper 900 DC och även modellen Flipper 900 ST kommer att bli modeller i  Aquador Boats i stället för i Flipper Boats efter licensering gått ut . Köptes upp av Cremo Boats år 2025 och säljare var Nimbus Boats.